# Продолжение (фильм, 1974)
«Продолжение» (эст. Aeg maha!) — советский телефильм 1974 года режиссёров Бена Друя и Тыниса Каска.

## Сюжет
Сюжет развивается в двух параллельных линиях — в настоящем времени и событиях периода войны.
Молодая супружеская пара Тоомас и Айли стоят перед выбором: Айли беременна. Тоомас, чья карьера инженера идёт в гору, считает, что он ещё не готов стать отцом, ему еще нужно чего-то достичь в жизни, а ребёнок будет помехой. Айли же инстинктивно чувствует, что нужно дать новую жизнь, но не осмеливается решать в одиночку.
Отчим Тоомаса Март Лейпик решается рассказать Тоомасу историю его рождения: 30 лет назад в 1945 году, в последние дни Великой Отечественной войны, в заброшенной загородной усадьбе в Германии родился мальчик, мать которого умерла при родах. Но чтобы он родился и выжил были вовлечены разные люди: сам эстонец Март Лепик, старший лейтенант Кудрявцев и сержант Сулейман, бежавший из концлагеря поляк Кароль, американский военный лётчик Томас, немецкий военный врач и другие, многие из которых ради рождения этого ребёнка шли на смертельный риск, и многие из которых погибли обеспечивая роды и оберегая новорождённого.

## В ролях
- Элле Кулль — Айли
- Тынис Рятсепп — Тоомас
- Хейно Мандри — Март
- Хелле-Реэт Хеленурм — Рийна
- Пээтер Тоома — Михкель, главврач
- Мати Клоорен — Отт
- Харийс Лиепиньш — немецкий военврач
- Усмон Довронов — Сулейман, сержант, советский солдат
- Кенно Оя — Тоомас Гросс, американский военный летчик
- Фердинандас Якшис — Кароль, поляк, узник концлагеря
- Игорь Кан — Кудрявцев, старший лейтенант / генерал
- Тоомас Сийлсалу — Тоомас, новорожденный
- Ита Эвер — женщина у кабинета
- Эллен Алакюла — медсестра
- Александер Клейнот — немец-старик
- Катрин Кальде — Брунгильда, молодая немка
- Антс Йыги — почтальон